# Брама, Ваут
Ва́ут Бра́ма (нидерл. Wout Brama; род. 21 августа 1986[…], Алмело, Оверэйссел) — нидерландский футболист, игравший на позиции полузащитника.
В составе сборной Нидерландов провёл три матча.

## Карьера

### Клубная карьера
Ваут Брама начал играть на молодёжном уровне в клубе «Алмело». Своей игрой заинтересовал скаутов «Твенте». В 13 лет его пригласили в «фарм» клуб «Твенте». В 2005 году попал в основную команду.
Брама дебютировал в основном составе «Твенте» под руководством тренера Рини Кулина, в выездном матче с «Родой». В 2006 году с приходом Фреда Рюттена он потерял место в стартовом составе. Но «Твенте» предложил ему новый контракт, Брама продлил договор с клубом до 2010 года. В сезоне 2007/08 Брама стал основным игроком сыграв 30 матчей. В сезоне 2009/10 Брама стал чемпионом Нидерландов. В этом сезоне он забил первый свой гол в чемпионате. В сезоне 2010/11 пробует себя в роли опорного полузащитника.
23 мая 2023 года объявил о завершении карьеры по окончании сезона. 28 мая сыграл свой последний матч в карьере, выйдя на замену в заключительном туре чемпионата против «Аякса».

### Сборная
10 ноября 2009 года впервые был вызван в сборную Нидерландов на товарищеские матчи с сборной Италией и сборной Парагваем. Дебютировал в матче с Парагваем. Свой первый официальный матч Брама сыграл со сборной Швеции.

## Достижения
- Чемпион Нидерландов: 2009/10
- Обладатель Кубка Нидерландов: 2010/11
- Обладатель Суперкубка Нидерландов (2): 2010, 2011
- Победитель Первого дивизиона Нидерландов: 2018/19
- Победитель Кубка Интертото: 2006

## Статистика выступлений

### Клубная
| Клуб   | Сезон   | Чемпионат Нидерландов | Чемпионат Нидерландов | Плей-офф чемпионата | Плей-офф чемпионата | Кубок Нидерландов | Кубок Нидерландов | Европейские кубки | Европейские кубки | Другие | Другие | Итого | Итого |
| Клуб   | Сезон   | Игры                  | Голы                  | Игры                | Голы                | Игры              | Голы              | Игры              | Голы              | Игры   | Голы   | Игры  | Голы  |
| ------ | ------- | --------------------- | --------------------- | ------------------- | ------------------- | ----------------- | ----------------- | ----------------- | ----------------- | ------ | ------ | ----- | ----- |
| Твенте | 2005/06 | 29                    | 0                     | 6                   | 0                   | 3                 | 0                 | —                 | —                 | —      | —      | 38    | 0     |
| Твенте | 2006/07 | 19                    | 0                     | 0                   | 0                   | 3                 | 0                 | 4                 | 0                 | —      | —      | 26    | 0     |
| Твенте | 2007/08 | 26                    | 0                     | 1                   | 0                   | 1                 | 0                 | 2                 | 0                 | —      | —      | 30    | 0     |
| Твенте | 2008/09 | 32                    | 0                     | —                   | —                   | 5                 | 0                 | 10                | 0                 | —      | —      | 47    | 0     |
| Твенте | 2009/10 | 31                    | 1                     | —                   | —                   | 3                 | 0                 | 12                | 0                 | —      | —      | 46    | 1     |
| Твенте | 2010/11 | 31                    | 2                     | —                   | —                   | 5                 | 1                 | 11                | 0                 | 1      | 0      | 48    | 3     |
| Твенте | 2011/12 | 33                    | 1                     | 2                   | 0                   | 1                 | 0                 | 13                | 1                 | 1      | 0      | 50    | 2     |
| Твенте | 2012/13 | 25                    | 1                     | 0                   | 0                   | 0                 | 0                 | 14                | 0                 | —      | —      | 39    | 1     |
| Твенте | 2013/14 | 5                     | 1                     | —                   | —                   | 0                 | 0                 | 0                 | 0                 | —      | —      | 5     | 1     |
| Твенте | Всего   | 231                   | 6                     | 9                   | 0                   | 21                | 1                 | 66                | 1                 | 2      | 0      | 329   | 8     |

(откорректировано по состоянию на 1 июля 2014 года)

### В сборной
| № | Дата            | Соперник | Счёт | Голы | Турнир                    |
| 1 | 18 ноября 2009  | Парагвай | 0:0  | -    | Товарищеский матч         |
| 2 | 11 августа 2009 | Украина  | 1:1  | -    | Товарищеский матч         |
| 3 | 12 октября 2010 | Швеция   | 4:1  | -    | Отборочный матч к ЧЕ 2012 |